# Laocoont, o sobre els límits en la pintura i poesia
Laocoont, o sobre els límits en la pintura i poesia (Laokoon: oder über die Grenzen der Malerei und Poesie) és un tractat teòric d'art escrit pel dramaturg, filòsof, teòleg, poeta, crític i polític Gotthold Ephraim Lessing, i publicat el 1766 a Berlín. El tema principal de l'obra consisteix a establir els límits que existeixen entre la pintura i la poesia. És també destacable la polèmica que existeix entre l'autor del tractat i Winckelmann pel que fa a l'escultura del Laocoont i l'època a la qual pertany aquesta. Actualment, l'assaig no es conserva en la seva totalitat.

## La polèmica que suscita l'obra delLaocoont
El grup escultòric Laocoont, atribuït als escultors Agesandre, Polidor i Atenodor de Rodes, i títol de l'obra de Lessing, fou descobert l'any 1506 per Felice de Fredis a la seva vinya d'Esquilí a Roma, lloc on anteriorment estava situat el palau de l'emperador Tit i on l'escriptor romà Plini el Vell va realitzar una descripció de l'escultura. Aquest descobriment va ser rebut amb gran expectació entre el públic i, a més, va ser qualificat per Miquel Àngel com el "prodigi de l'art". Tot i això, la crítica moderna dels segles xvii i XVIII va assenyalar-la com una obra d'art del període decadent de l'escultura grega.
Un dels primers a escriure sobre aquesta obra d'art va ser Johann Joachim Winckelmann, que es va referir per primer cop en la seva obra Gedanken über die Nachahmung der griechischen Werke (Reflexions sobre la imitació de les obres gregues, 1755), en què exposava la seva exigència d'un nou ideal basat en la "noble senzillesa i la tranquil·la grandesa", conceptes característics de l'art grec. Posteriorment, va referir-se a l'escultura novament en la seva obra principal Geschicthe der Kunst des Altertums (Història de l'art de l'antiguitat, 1764) amb una descripció molt més extensa i desenvolupada.
En aquestes obres, en què els judicis que realitza Winckelmann sobre el valor artístic de l'escultura esmentada no són gaire positius, també discuteix sobre el principi de les dues arts anomenat ut pictura poesis. D'aquesta manera, els crítics moderns van tractar de suprimir els límits entre les arts mencionades, però Lessing, al contrari, va pretendre restaurar aquests límits mitjançant el retorn i el desenvolupament a la idea de Winckelmann sobre l'art grec, sobretot amb el grup Laocoont, per exposar arguments sobre la diferència entre la mimesi pictòrica i la de la poesia. D'aquí va sorgir el llibre Laokoon: oder über die Grenzen der Malerei und Poesie (1766).
Lessing comença el primer capítol a partir d'un paràgraf de les Reflexions sobre la imitació de les obres gregues de Winckelmann, en el qual parla sobre l'expressió del Laocoont, com a punt de partida per desmuntar el principi de les arts i plantejar la diferència entre la poesia i les arts plàstiques. En els quatre últims capítols del llibre, Lessing es refereix a diverses hipòtesis de Winckelmann, com en el cas de la procedència històrica del grup escultòric, la conjugació verbal de les inscripcions de les estàtues o la manca de consulta de fonts originals i la citació de referències, a més de l'acusació de falta de memòria i faltes relatives a coses sense importància. Per això va suposar una polèmica, ja que Winckelmann era considerat al segle xviii el "suprem teoritzador de les arts". Malgrat això, cal destacar que el tema central de l'assaig no gira al voltant de la descripció de Winckelmann sobre l'expressió del rostre de Laocoont en el grup escultòric, ja que Lessing se centra de manera molt més àmplia en altres qüestions importants de l'estètica, exposant exemples i demostracions i mencionant artistes de l'antiguitat, poetes i escriptors antics i moderns.
Tot i així, en el llibre es manifesta un plantejament summament important al segle xviii sobre si l'escultura va antecedir l'Eneida de Virgili o el Laocoont va procedir de l'obra d'aquest autor. Lessing estava molt interessat en aquesta qüestió, ja que els seus contemporanis afirmaven que el poeta romà va inspirar-se en l'obra escultòrica, cosa amb què l'autor no estava d'acord i ho va demostrar exposant la inexistència de proves que confirmessin la teoria. A més, al capítol cinquè explica que podia haver existit un tercer cas; sent molt probable que ni l'escultor imités el poeta, ni el poeta l'escultor, sinó que tots dos podien haver begut d'una mateixa font anterior. Segons Macrobi, la font comuna seria una de les obres perdudes de Pisandre de Camiros, recurs molt utilitzat en les escoles gregues antigues.
D'altra banda, l'autor també estava interessat a conèixer l'opinió de Winckelmann sobre la datació de l'escultura del Laocoont. L'historiador de l'art va dir que pertanyia al període de decadència de l'art grec, durant el regnat d'Alexandre el Magne. D'aquesta manera va refutar l'opinió de Scipione Maffei perquè només va sostenir-se únicament en l'afirmació sobre el floriment dels artistes del grup durant la vuitanta-vuitena olimpíada. Lessing, en contraposició, no va acceptar l'argumentació de Winckelmann perquè ell tampoc va afegir més raons que la de Maffei sobre aquesta qüestió, tot i que també nega l'argument del segon autor esmentat. Al capítol XXVI, Lessing argumenta diverses raons que expliquen la dificultat de la situació cronològica d'aquest grup escultòric a partir dels textos dels antics grecs, sobretot de Plini.
Davant d'aquesta polèmica, van unir-se altres crítics com Wilhelm Heinse, que escrigué una crítica sarcàstica en Ardinghello (1787) sobre el grup escultòric, a més d'exposar el seu disgust. Un altre personatge va ser Goethe, que va escriure al primer volum del Propyläen (1798) un article sobre Laocoont (Über Laokoon) en què també desenvolupa teories i descripcions, tenint el llibre de Lessing com a suport. El filòsof Arthur Schopenhauer va realitzar una síntesi d'aquesta polèmica en el tercer llibre de Die Welt als Wille und Vorstellung (El món com a voluntat i representació, 1819), en què criticava Winckelmann, i també hi exposava les lleis diferencials entre l'escultura i la literatura.

## Idees principals de l'obra
En aquest apartat, s'explica i s'analitza el tema clau de l'obra de Lessing, els límits en la pintura i la poesia. Així doncs, es comentaran també tres conceptes fonamentals en el llibre com són bellesa, lletjor i mimesi.

### Poesiaversuspintura
De la mateixa manera que en l'Estètica d'Aristòtil preval l'acció, en el Laocoont preval la poesia sobre la pintura. L'obra és, fonamentalment, una reflexió sobre els diferents mitjans dels quals disposen les arts, d'una part -Lessing les designa amb el nom genèric de pintura- i, la poesia, d'altra -entenent aquí per poesia l'èpica i la dramàtica-. El llibre s'ha d'inscriure dins d'un assaig comparatiu a l'entorn de la diferent condició de les arts espacials i les arts temporals. La pintura, per a imitar la realitat, se serveix de mitjans completament diferents dels que se serveix la poesia: la pintura ho fa amb figures i colors atribuïts en l'espai mentre que la poesia ho fa amb sons articulats que es van succeint al llarg del temps.
Hi ha dos passatges a l'Epistola ad Pisones d'Horaci en què pot parlar-se d'un paragone entre la poesia i la pintura. Horaci parla de la semblança sobre les diverses maneres com els poemes i les pintures poden arribar als seus destinataris.
En una escultura, o en una pintura, un crit no comporta una boca desmesuradament oberta, gest que enlletgeix la bellesa d'un rostre; en la poesia, en canvi, un crit narrat no implica aquesta deformació del rostre humà o la presència immediata d'una cara que es contrau. D'aquí parteix la reflexió de Lessing sobre la pintura i la poesia, les condicions particulars de cadascuna d'aquestes arts, així com les lleis a les quals estan sotmeses.
La poesia pot imitar la pintura, i a la inversa. La pintura pot imitar objectes corporals recorrent a la narració de la història d'aquests cossos; la pintura pot imitar accions recorrent al que Lessing anomena "el moment més fecund" i "el moment més pregnant" de l'acció, és a dir, aquell en què la figura en moviment, sotmesa a la quietud de les condicions espacials de la pintura, es troba en una posició tal que permet a l'espectador endevinar l'instant que precedeix a aquest moment i el que el segueix.
La facultat humana que aprehèn l'obra d'art, tant de la pintura com de la poesia, és la mirada interior, la fantasia; en la pintura, la mirada interior ha de recrear l'objecte representat pel quadre; en la poesia, la fantasia ha de deixar-se fecundar per les imatges que li presenten els signes arbitraris del llenguatge. El "moment més pregnant" és aquell que és capaç de desvetllar associacions a la mirada interior. La superioritat de la poesia sobre la pintura consisteix en el fet que el camp que a la fantasia humana li obren els signes arbitraris del llenguatge és incomparablement més ampli que el que poden obrir-li els signes naturals de la pintura, que consisteix a reproduir al seu interior la realitat representada que veu al quadre.
Lessing diu que l'escultor va obrar molt bé no fent cridar el Laocoont, de la mateixa manera que el poeta va encertar fent-lo cridar. Es veuen clarament les limitacions de les arts plàstiques tenint en compte la diferent disposició de les serps, de com aquestes embolcallen Laocoont i els seus fills en l'obra poètica i en l'obra escultòrica. Virgili, en l'obra de l'Eneida, a les serps, els fa fer dues voltes al cos i al cap del Laocoont i aquest queda sobresortint. El poeta, no obstant això, evita que els braços quedin presos i deixa actuar lliurement les mans, ja que no hi ha res que doni més expressió i vida al cos com el moviment d'aquestes. El més expressiu dels rostres no diu res si no va acompanyat de les mans.

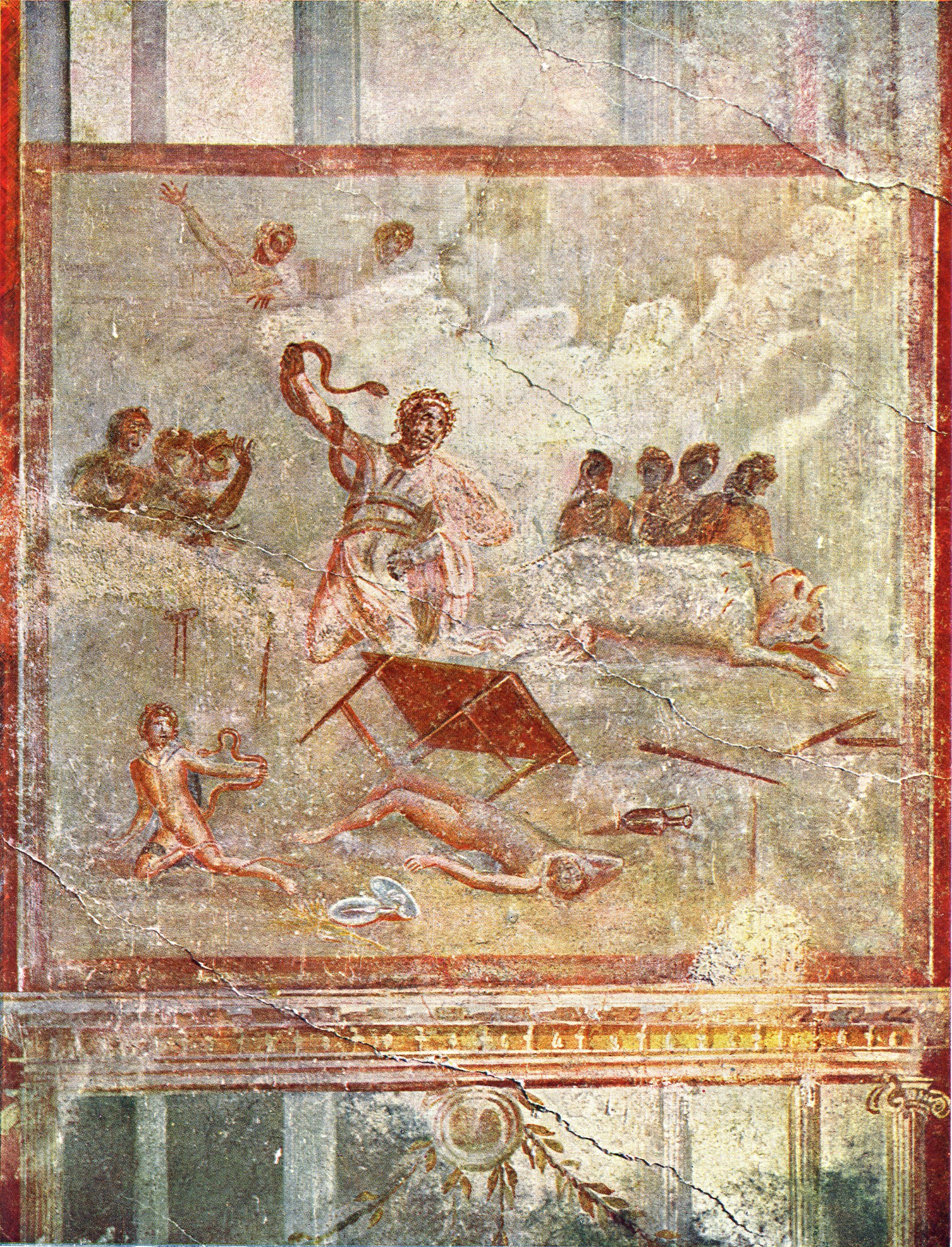
Fresc mural que pertany a la casa de Menandre, localitzada a Pompeia, on es representa el moment quan Laocoont i els seus fills són atacats per les serps

Els escultors antics s'adonaren immediatament que, en aquest punt, el seu art els exigia un canvi total. Les voltes que el poeta col·loca al coll i al tronc, ells les desplacen als peus i a les cuixes. Aquests llaços susciten també la idea d'impossibilitat de fugir i d'un tipus d'immobilitat molt apropiats per a la perpetuïtat que l'art imposava a aquesta escena. Aquesta diferència posa en relleu l'encert dels escultors. Cal parlar de la indumentària, ja que és també diferent en les dues obres. El Laocoont de Virgili està revestit dels ornaments sacerdotals, mentre que en el grup escultòric, igual que els seus fills, apareix completament nu. Els escultors es van veure obligats a pecar contra la veritat abans de quedar malament reproduint les vestidures.
És criticada per Lessing la idea de Joseph Spence, un historiador britànic que creu que, entre els antics, la pintura i la poesia van estar tan estretament lligades que anaven sempre de la mà. Spence postula també que el poeta mai va perdre de vista el pintor ni el pintor el poeta. Lessing argumenta que els déus i els esperits que l'artista representa no són exactament els mateixos que aquells de què el poeta se serveix. En el cas de l'artista, són abstraccions personificades que, perquè se les pugui reconèixer, necessiten conservar d'una manera estable els mateixos atributs. En el cas del poeta, en canvi, són éssers reals que actuen i que, per sobre del seu caràcter general, posseeixen altres qualitats i sentiments que, segons les circumstàncies, poden destacar sobre aquell.
Lessing, en la seva obra, també deixa clara una qüestió molt important com és que, quan hom vol comparar, basant-se en casos particulars, el pintor amb el poeta, el primer que ha de fer és examinar si els dos han tingut plena i total llibertat, si han pogut treballar sense coacció externa de cap classe. Per als artistes de l'antiguitat, amb gran freqüència aquesta coacció externa fou la religió. La seva obra, destinada al culte i a la lloança, no va poder sempre ser tan perfecta com hauria estat si el seu autor hagués perseguit únicament el plaer de l'espectador. La religió atenia més al simbolisme que a la bellesa.
Quan el poeta personifica abstraccions, les caracteritza de manera suficient amb el nom que els dona i amb les accions que els atribueix. A l'artista, li manquen aquests mitjans. D'aquí que en les abstraccions que personifica necessiti assignar-los uns símbols que es puguin reconèixer com a tals. Aquests símbols, pel fet de ser una cosa i significar una altra, fan d'aquestes abstraccions figures al·legòriques. Quan l'artista orna la figura amb determinats símbols, l'eleva al rang d'ésser superior; en canvi, quan el poeta se serveix d'aquests abillaments de les arts plàstiques, el que fa és convertir un ésser superior en un ninot.
D'una banda, els objectes juxtaposats anomenats cossos i, les seves propietats visibles, constitueixen l'objecte propi de la pintura. D'altra, els objectes successius són anomenats accions i aquestes són l'objecte propi de la poesia. No obstant això, tots els cossos existeixen tant en l'espai com en el temps. La pintura pot també imitar accions, però només de manera al·lusiva, per mitjà de cossos. Les accions no tenen una existència independent, sinó que són accions de determinats éssers.
En les seves composicions, la pintura només pot utilitzar un únic moment de l'acció; d'aquí que s'hagi d'escollir el més pregnant de tots, aquell que permet fer-se càrrec el millor possible del moment que el precedeix i el que el segueix. De la mateixa manera, també la poesia, en la imitació del que succeeix en el temps, només pot utilitzar una única qualitat dels cossos; d'aquí que hagi d'escollir aquella que d'una manera més plàstica susciti en la ment la imatge del cos des del punt de vista que, per la seva finalitat, li interessa a aquest art.
Els signes dels quals se serveix la poesia són arbitraris i són capaços també d'expressar cossos de la manera com aquests existeixen en l'espai. Donat que els signes del discurs són arbitraris, és perfectament possible que, mitjançant aquests, pugui hom fer desfilar, uns darrere dels altres, els elements d'un cos que en la natura es troben d'una manera juxtaposada. Aquesta és una propietat del llenguatge i dels seus signes.
Així doncs, la successió temporal és l'àmbit del poeta, així com l'espai és l'àmbit del pintor. Reunir en un únic quadre dos moments necessàriament allunyats suposa una intrusió del pintor en el terreny del poeta, quelcom que el bon gust mai aprovarà. Enumerar-li al lector, l'una darrera de l'altra, diferents parts o diferents coses és una incursió del poeta en el terreny del pintor. En els grans quadres històrics, el moment únic i irrepetible que l'autor ha escollit es troba quasi sempre ampliat en certa manera en la dimensió del temps, i potser no trobarem cap obra molt rica en figures en què cadascuna n'estigui en actitud dinàmica i en la posició que correspongui al moment de l'acció principal.

#### Bellesa
Lessing, durant aquesta obra, raona sobre la idea de bellesa i de la seva antònima, la lletjor. No obstant això, ho fa amb certes limitacions, ja que l'autor reflexiona sobre el concepte de bellesa en el context de l'antiguitat grega i llatina.
L'autor comença al·legant que l'última finalitat de la representació en les arts plàstiques és la bellesa per excel·lència, ja que es tracta d'una activitat purament ociosa i, per tant, dedicada al plaer. A més, la lletjor és fins i tot castigada jurídicament. Per això, la imposició de la bellesa com a cànon de representació implica, segons Lessing, múltiples i variades limitacions.
Un dels límits més evidents, i pel qual l'autor manifesta interès particular, ja que ho exemplifica mitjançant el Laocoont, és la representació d'emocions en una obra plàstica, concretament, el dolor. En aquest punt, Lessing va indagar entre els límits de la pintura i la poesia, establint-hi diferències clares. Per a la poesia, era factible la presentació d'un Laocoont cridant, ja que no interfereix amb cap llei de la poesia. Pel que fa a l'escultura, aquest fet interfereix el cànon de bellesa i per això no és representat el personatge de l'Eneida amb un crit, sinó mitjançant una tensió extrema que oprimeix el crit. En el cas que s'hagués representat un crit a la boca del Laocoont, hipotèticament, Lessing sosté que la bellesa de l'obra s'hauria vist compromesa considerablement.
La bellesa en la pintura representa la possibilitat de reproduir elements que causen sensacions agradables a l'espectador, mitjançant la bellesa material, que en paraules de Lessing "sorgeix de l'efecte acordat i harmònic de parts distintes que la vista abasta d'un cop en conjunt". A més, Lessing estableix una línia divisòria entre la bellesa creada per la pintura i l'encant, creació pròpia de la poesia, que és la bellesa en moviment, afirmant que aquesta última és capaç de causar una repercussió notablement major en l'espectador.
La reflexió sobre la bellesa fa que l'autor arribi a qüestionar el paper de la lletjor. No nega la capacitat de la pintura per a plasmar aquest concepte, sinó que sosté que als artistes clàssics no els interessava representar-la. Així, doncs, la lletjor va ser acceptada en la poesia, segons Lessing, per crear contrastos, totalment al contrari en comparació amb la pintura, ja que la seva estaticitat fa que aquest concepte perduri en l'efecte que produeix i que, com a conseqüència, trenqui l'harmonia i la bellesa de l'obra.
D'altre costat, la bellesa clàssica, a diferència de la poesia, tenia com a requisit indispensable l'eliminació de qualsevol artifici, ja que els artistes preferien agafar la forma que millor correspondria al seu propi art.

#### Lletjor
El concepte de lletjor es troba en estreta relació amb el de bellesa, van de la mà.
Winckelmann va observar que el Laocoont expressava el dolor d'una manera mesurada, amb "un murmuri contingut i angoixant". Lessing, en canvi, atribuïa la diferència entre la representació poètica i escultòrica al fet que la poesia s'expressa descrivint una acció, en el transcurs de la qual es poden evocar fets repugnants, mentre que l'escultura només pot representar un instant, i en fixar-lo no pot mostrar un rostre descompost de manera desagradable perquè la violència deformadora de dolor físic no podria conciliar-se amb la bellesa de la representació. Lessing, per defensar els seus arguments, elabora una complexa fenomenologia de la lletjor, analitzant les seves diferents expressions en les diferents arts i reflexionant sobre la dificultat de representar artísticament el que provoca repulsió.
Lessing en l'obra parla de la llei dels tebans, la qual obligava els artistes a embellir l'objecte que copiaven i els prohibia sota sanció fer-lo més lleig del que era. En altres paraules, es condemnava la caricatura, és a dir, aconseguir la semblança amb el model per mitjà del que en aquest hi havia de lleig i desagradable.
En el cas del poeta, la lletjor es converteix en una manifestació menys repulsiva de la imperfecció corporal i, des del punt de vista del seu efecte, deixa de ser lletjor; precisament per això, resulta utilitzable pel poeta; el que no empra per si mateix, ho fa a manera d'ingredient per intensificar certes relacions complexes com el ridícul o el terrible.
Lessing comenta un exemple en què es refereix a la representació que fa Homer d'un dels seus personatges, Tersites. L'autor del Laocoont diu que Homer fa lleig aquest personatge per fer-lo ridícul. No obstant això, Tersites no fa el ridícul per ser lleig simplement. La lletjor és una imperfecció, i per ser ridícul cal un contrast entre la perfecció i la imperfecció. Els contraris han de fondre's l'un amb l'altre.
La pintura com a capacitat imitativa pot expressar la lletjor; la pintura com a bella art no vol expressar-la; en la primera condició, li pertanyen tots els objectes visibles que susciten sensacions agradables. La lletjor ofèn la nostra vista, repugna al nostre sentit de l'ordre i de l'harmonia i desperta en nosaltres aversió, independentment que existeixi o no l'objecte que nosaltres percebem. Lessing, per aclarir els seus arguments, ens torna a parlar de Tersites. Ens en diu que no el volem veure ni en la realitat ni en el quadre; i si el seu retrat ens desagrada menys, no és perquè en la imitació artística la lletjor de les formes deixi de ser lletjor, sinó perquè posseïm la capacitat de fer abstracció d'aquesta lletjor i de limitar-nos a gaudir de l'art del pintor.
La pintura no es troba en el mateix cas exactament que la poesia. En la poesia, la lletjor de les formes perd quasi tot l'efecte repulsiu; en aquest aspecte, podríem dir, deixa de ser lletjor i, per això, pot entrar tant més íntimament en connexió amb aparences noves, produint d'aquesta manera un efecte nou i especial. En la pintura, en canvi, la lletjor conté reunides totes les seves forces i no actua massa més dèbilment que en la realitat mateixa.

#### Mimesi
L'art sempre s'ha vist com una activitat dependent de la natura, com un mode de crear una espècie de segona realitat, ja que la mimesi és entesa com la imitació de la realitat tal com és, o bé, com la còpia de la natura a partir d'una selecció dels elements que la componen.
Aquest concepte apareix en el llibre de Lessing quan l'autor parteix del problema sobre si Virgili es va inspirar en el grup escultòric o viceversa, i explica que les arts plàstiques no poden imitar tret per tret el recitat poètic, i en el cas que el poeta romà hagués imitat l'obra escultòrica, Lessing assegura que només n'hauria imitat una part, perquè el conjunt no s'identifica totalment amb el seu poema. Per tant, afirmar que el poeta imita l'escultor o al contrari ens pot donar a entendre dues coses diferents: que un fa de l'obra de l'altre l'objecte real d'imitació o que els dos van imitar el mateix objecte. Per això, l'autor mostrava interès sobre aquesta qüestió i va voler discutir i argumentar la relació que tenia des de llavors amb el principi ut pictura poesis de les dues arts. També, però, va parlar sobre els límits d'ambdues arts a l'hora d'imitar un objecte, depenent fonamentalment de les limitacions que regien les lleis.
La diferent condició de les arts i dels seus signes és el que determinarà el tipus de realitat que s'ha d'imitar.
Al capítol XVI, exposa clarament que els mitjans o signes que utilitza la pintura per imitar són les formes i els colors, el domini dels quals és l'espai, i que els de la poesia són els sons articulats el domini dels quals és el temps. La pintura pot representar els objectes o les seves parts en l'espai, mentre que la poesia només pot expressar objectes successius o objectes de parts successives. És a dir, les accions són objecte de la poesia i els cossos constitueixen la finalitat de les arts plàstiques. Més endavant, estableix definitivament al capítol XVIII que el temps és el domini del poeta i l'espai del pintor. A més, exposa que l'artista només pot representar un únic punt de vista i un únic instant, a diferència de la poesia, tot i que ha de ser un moment del qual l'espectador, en observar l'obra plàstica, imagini la seqüència següent. Dit d'una altra manera, l'artista ha de capturar el moment precís perquè el receptor pugui estimular la imaginació amb la finalitat de concebre el que va passar abans del moment determinat i el que pot passar-hi després.
Els límits de l'art modern, en comparació amb els de l'antic, van expandir-se. Aquest cop s'imitava la natura visible, de la qual la bellesa formava una ínfima part. Però, tot i així, estava sotmès a la llei de la veritat i l'expressió, com en el cas de l'art grec amb la bellesa. Això vol dir que totes dues arts, independentment de la situació cronològica, estaven limitades per unes lleis que distingien les seves diferents branques segons el mode d'imitació.

## Síntesi dels continguts dels capítols
Pròleg
Distinció entre l'aficionat, el filòsof i el crític en el mode d'apreciar les relacions entre la pintura i la poesia, arribant a la conclusió que les valoracions del crític són les més justes, ja que aquest entén que hi ha diverses regles generals que predominen en la pintura i d'altres en la poesia i que, com a conseqüència, mitjançant les primeres normes, la pintura pot ajudar a la poesia, i també en el cas contrari.
Capítol I
Anàlisi de l'expressió del Laocoont, vinculant-la amb l'ideal dels grecs i comparant el tractament que se li dona en la literatura. Aclariment de les virtuts de l'ànima dels grecs, a fi d'explicar el perquè de l'expressió del Laocoont i comparativa amb altres obres, realitzant així una crítica a Winckelmann.
Capítol II
La bellesa com a finalitat indiscutible de les arts plàstiques en l'antiguitat i les seves limitacions en la representació d'emocions amb l'anàlisi de l'expressió del Laocoont. A més, la lletjor com a tipus de rebuig en una representació plàstica i les limitacions, fins i tot legals, dels artistes antics per a la representació d'aquest concepte.
Capítol III
Davant de la impossibilitat de la narració completa per part d'una pintura, Lessing analitza els recursos utilitzats per a la llegibilitat de l'obra, que és la representació de l'acte fecund, entès com la representació del clímax d'una acció. És a dir, la representació d'aquest moment ha de ser capaç de transmetre a l'espectador, mitjançant el moviment aconseguit per l'artista, una idea sobre què ha succeït abans i predir la seqüència posterior.
Capítol IV
Reflexió sobre els límits de la pintura com a expressió artística estàtica, en contraposició a la narració com a element canviant, així com les diferències i les limitacions en la representació d'emocions, concretament el dolor, en la poesia i en la pintura. Els cànons que imperen en les arts plàstiques no han de ser sotmesos a la poesia, ni en el cas contrari, puix ambdues tenen diferents llenguatges.
Capítol V
Estudi dels orígens del Laocoont; comparació entre l'obra escultòrica i la descripció de Virgili, a fi de dissipar el geni creador de l'imitador, així com l'exposició de les diferències del tractament depenent si és una art plàstica o literària. Dedueix la probabilitat que el poeta hagués servit d'inspiració als escultors i no el cas contrari, com deien els seus contemporanis.
Capítol VI
Comparativa de l'efecte de les arts plàstiques i literàries, al contrari que en el capítol V, partint de la teoria de Lessing, que estableix Virgili com el creador de l'escena i posteriorment interpretada pels escultors. Diferenciació de les finalitats distintives de les arts mencionades mitjançant una exemplificació amb l'obra escultòrica.
Capítol VII
Procés d'imitació, eliminació d'elements i incorporació d'altres, i plantejament d'una possible convergència casual pel que fa a la composició. Ressalta la importància de diferenciar el geni creador del simple imitador.
Capítol VIII
Anàlisi de les semblances entre pintura i poesia, amb un especial interès en els atributs com a elements distintius, i indicació de la capacitat més gran de l'ús de diversos recursos de la poesia davant de la pintura. Anàlisi de l'estreta relació en l'antiguitat entre totes dues arts.
Capítol IX
Observació dels límits de la bellesa imposats per la religió. El símbol com a recurs freqüent en la pintura davant de la incapacitat d'aclariment, just al contrari que amb la poesia; i anàlisi de la repercussió religiosa en la bellesa, interpretada com un objectiu indiscutible d'una obra en el món antic.
Capítol X
El símbol com a element imprescindible en la pintura per la seva capacitat de caracterització, que és l'atribut indispensable per a la comprensió de l'obra, a diferència de la poesia, en què l'objecte és sensible d'acabar sent un artifici.
Capítol XI
Anàlisi de la complexitat en el procés de creació de les arts plàstiques i de la poesia i comparació entre les dues, de la qual Lessing extreu dues conclusions: la superioritat de la pintura davant de la poesia en ser el material molt més complex de manipular que amb les paraules, i la preeminència de la imaginació en la representació literària, com a requeriment a l'hora de crear, davant la plàstica.
Capítol XII
La capacitat de la poesia de mostrar el que és invisible mitjançant la narració, al contrari de la pintura, que únicament és capaç de fer-ho amb símbols. Per tant, Lessing arriba a la conclusió de considerar la poesia superior.
Capítol XIII
Incapacitat de la pintura de tenir moviment en l'espaitemps com la poesia, i presentació de la "musicalitat de les paraules" com a característica intransferible a la pintura, cosa que ressalta encara més la superioritat de l'art poètic.
Capítol XIV
Plantejament de l'existència de poemes amb més possibilitats pictòriques i debat sobre si aquest fet ha de dignificar l'obra, cosa en què Lessing s'oposa a l'opinió del comte de Caylus, i conclou que, de ser d'aquesta manera, no fa que l'obra millori.
Capítol XV
Presentació de la poesia com un art en moviment, capaç d'introduir la idea de múltiples espais i diferents temps, davant de la pintura, que és una art estàtica, capaç solament de representar un lloc, un temps i una acció determinats.
Capítol XVI
Diferenciació dels mitjans i objectius entre la pintura i la poesia. Explicació de l'espacialitat i la temporalitat dels cossos en la poesia i l'ús de l'atribut com a mitjà de diferenciació d'espais i temps.
Capítol XVII
La pintura poètica com a recurs del poeta per a traslladar el lector a un entorn determinat sense caure en la descripció literal dels objectes, ja que, segons Lessing, el fet de descriure objectes trenca la il·lusió del lector.
Capítol XVIII
Els recursos utilitzats en la pintura per a donar il·lusió de prolongació en el temps i els utilitzats en la poesia per a guanyar fidelitat espacial. És a dir, l'ús per part de la pintura d'una composició dinàmica a fi d'aparentar un allargament en l'espaitemps i l'ús de la descripció per part de la poesia per a potenciar la imaginació del lector.
Capítol XIX
Capacitat de la pintura per a generar i establir elements fixos en contraposició a la poesia, que és capaç només d'enumerar, tenint en compte l'absència de la perspectiva a l'art antic. Tot això ho realitza amb l'exemple de l'escut d'Aquil·les que descriu Homer.
Capítol XX
Impossibilitat d'un objectiu comú entre la pintura i la poesia, per l'ús de diferents eines, de les quals la poesia utilitza la paraula i la pintura les formes i els colors. Segons Lessing, la recerca d'una finalitat comuna no donaria com a fruit una obra de qualitat.
Capítol XXI
Com a recurs per equiparar a la pintura, l'autor sosté l'ús de l'encant com una bellesa en moviment; en el cas de la poesia, al·lega que aquesta té major repercussió en l'espectador que amb la bellesa material de la pintura.
Capítol XXII
Elaboració de la teoria de la incapacitat de la poesia de mostrar bellesa, recorrent finalment als seus efectes, a diferència de la pintura, que ho mostra sense cap artifici. És a dir, encara que els trets siguin comuns, la poesia només pot causar un efecte o una impressió de la bellesa, justament al contrari que la pintura.
Capítol XXIII
La lletjor en la poesia com a complement per a ressaltar altres elements, no com a motiu únic. Generalment, utilitzada pel poeta per a causar ridícul, i en alguns casos compassió, cosa que segons Lessing és un element important per a captar interès.
Capítol XXIV
La lletjor com a element descartat en la representació de les arts plàstiques, al contrari que en la poesia, la qual és transitòria, mentre que la pintura, en ser estàtica, l'efecte que pot produir perdurarà en l'espectador, i Lessing assegura que pot ser desagradable.
Capítol XXV
La utilització de formes capaces de mostrar emocions, no precisament belles, com a mitjà per satisfer l'ànima, a excepció del fàstic, que és considerat per Lessing com una reacció que cal evitar a l'hora de crear, ja que no té la capacitat d'enriquir l'ànima.
Capítol XXVI
Plantejament alternatiu de Winckelmann sobre la realització del Laocoont com a representació independent entre la poesia i l'escultura. Disputa sobre la datació cronològica de l'obra, i l'autor mencionat és partidari de considerar l'obra del període hel·lènic i Lessing del període imperial.
Capítol XXVII
Afirmació per part de Lessing de la procedència de l'obra de l'època imperial per la inscripció del grup escultòric i l'autoria.
Capítol XXVIII
Crítica a Winckelmann per l'anàlisi incorrecta del Gladiador Borghese, escultura realitzada per Agàsies d'Efes.
Capítol XXIX
Crítica a Winckelmann per haver utilitzat Franciscus Junius com a font principal sense constatar-la.

## Influències
Per a poder comprendre l'obra de Lessing, s'han de tenir en compte les concepcions estètiques que eren presents en el seu pensament.
Els autors més antics que exerceixen una influència dins de la seva obra són Aristòtil i Horaci. D'Aristòtil adquireix dos elements fonamentals: la mimesi i la primacia de l'acció, és a dir, el protagonisme que en la Poètica té la reflexió sobre la tragèdia. En l'assaig de Lessing, trobarem les empremtes de l'estètica d'Aristòtil: la manera clara i decidida com en el Laocoont preval la poesia sobre la pintura. Pel que fa a Horaci, hem de dir que, en realitat, és el fil conductor del pensament de Lessing en tot l'assaig.
Els antecedents més propers de l'estètica de Lessing són, d'una part, en l'àmbit lingüístic i cultural Leibniz, Wolff, Baumgarten i Mendelssohn i, d'una altra, alguns dels tractadistes d'estètica francesos i anglesos dels segles xvii i XVIII. Malgrat ser influenciat lingüísticament i cultural pels autors citats anteriorment, Lessing s'allunya de les reflexions sobre l'art i la bellesa que tenen aquests; és contrari a Baumgarten, a qui dedica dues referències no gaire amables en la seva obra.
No obstant això, hem de dir que no s'aparta de Moses Mendelssohn, del qui Lessing era amic personal. Lessing i Mendelssohn escrigueren junts l'obra Pope, un metafísic i s'hi troben algunes de les idees centrals del Laocoont, juntament amb la seva teoria dels signes arbitraris i naturals, així com de la superioritat que tenen aquells sobre aquests pel seu poder de conjurar un àmbit molt més ampli de la realitat, va tenir, sens dubte, una gran influència sobre l'assaig de Lessing.
Referint-nos als tractadistes d'estètica francesos i anglesos dels segles xvii i XVIII, hem d'esmentar el sacerdot Du Bos que, en les seves Reflexions critiques sur la poésie et la peinture (1719), planteja ja la teoria dels signes naturals i els signes arbitraris i parla de la superioritat de la poesia sobre la pintura, idees que tenen un paper central en el llibre de Lessing. També trobem en Diderot reflexions interessants sobre els diferents mitjans de què disposen les arts, sobre el llenguatge com a jeroglífic, sobre el poder educatiu de l'art i sobre el bell instant que ha d'escollir el pintor per aproximar-se d'alguna manera al poeta i poder reproduir l'acció. James Harris, autor de Three Treatises (1744), proclama en la seva obra que la poesia es distingeix de la pintura pels diferents efectes que poden causar en l'ésser humà: la poesia, l'energia del ritme; la pintura, només la bellesa de la imitació. Altres autors, com Batteux, reivindiquen els drets de la imitació, equiparant la pintura a la poesia.
És dins d'aquestes idees estètiques on neix el Laocoont. Cal destacar, també, que Winckelmann fou el responsable del títol de l'assaig de Lessing.

## Publicació i edicions
Lessing va començar a treballar amb la idea de redactar aquesta obra des de la seva sobtada marxa, l'any 1760, del lloc que en aquell moment era la seva llar, per traslladar-se a un lloc molt més primitiu, Breslau, on era conscient que la seva manera de viure cosmopolita i intel·lectual es veuria afectada. Aquesta informació l'aporta un historiador local molt proper a Lessing, Benjamin Klose.
La biblioteca que obtingué gràcies al seu treball a Breslau constava de 6.000 volums i fou decisiva a l'hora del desenvolupament i el fonament del seu pensament. Com a antecedent destacable d'aquesta publicació, cal mencionar el projecte de les Hérmicas, terme procedent del grec que fa referència a coses que s'uneixen per casualitat; això defineix a la perfecció el caràcter d'aquesta obra, caràcter que heretaria l'obra del Laocoont.
La primera incitació que Lessing va rebre per redactar aquesta obra fou donada per una carta que encara es conserva del seu amic Mendelssohn l'any 1756, en què comencen a destriar-se besllums de la inquietud dels temes principals de la futura obra. No obstant això, fins que Lessing no llegeix el llibre de Winckelmann a Breslau, no es decideix a redactar l'obra; cosa per la qual el llibre pot veure's com una contestació tardana a la carta del seu amic Mendelssohn.
Va haver-hi tres projectes de la mateixa obra; el primer, terminat a finals de l'any 1762, conté les idees fonamentals que constitueixen un assaig sobre els límits entre poesia i pintura. La redacció posterior d'aquest primer projecte consta de tretze capítols i cap no al·ludeix ni a Winckelmann ni al grup escultòric. El segon projecte, l'escrigué pensant sobretot en Nicolai i Mendelssohn, els quals havien de fer les observacions en les pàgines en blanc que l'autor havia deixat expressament. La diferència entre els dos primers esbossos i l'obra final resideix en el mètode emprat per Lessing, seguint en l'obra definitiva un mètode inductiu. Aquesta obra definitiva va ser publicada a Berlín per Christian Friedrich Voß l'any 1766.
Cal destacar també que, després de la publicació del llibre, es va traslladar l'any 1769 a Hamburg, on va obtenir el càrrec de director literari del teatre de la ciutat esmentada. Com a portaveu, va fundar la revista Dramatúrgia d'Hamburg, una col·lecció d'assaigs i crítiques teatrals considerada com un dels grans jalons de la crítica alemanya, fins de la crítica dramàtica, a Europa durant el segle xviii. Aquí és on també va desenvolupar, per mitjà d'exemples, les seves teories estètiques exposades anteriorment en la seva obra principal i destacada, el Laocoont.
A partir d'aquí, es pot donar una ullada a la següent sèrie de les diferents edicions del llibre de Lessing, tant nacionals com internacionals:
- LESSING, Gotthold Ephraim. Du Laocoon; ou Des limites respectives de la poesie et de la peinture (traduit de l'allemand par Charles Vanderbourg). Paris: Chez Antoine-Augustin Renouard, 1802.

- LESSING, Gotthold Ephraim. Laocoon: or, The limits of Poetry and Painting (translated by William Ross). London: Ridgeway, 1836.
- LESSING, Gotthold Ephraim. Laocoon. An essay upon the limits of painting and poetry: With remarks illustrative of various points in the history of ancient art (translated by Ellen Frothingham). Boston: Little Brown, 1904.

- LESSING, Gotthold Ephraim. Laocoon (translated by Sir Robert Phillimore). London: G. Routledge & Sons, 1905.

- LESSING, Gotthold Ephraim. Laocoon, Nathan the Wise, Minna von Barnhelm (translated by William A. Steel). London: J. M. Dent & Sons. New York: E. P. Dutton & Co., Inc., 1930.

- LESSING, Gotthold Ephraim. Laocoonte: o sobre los límites de la pintura y la poesía seguido de las Cartas sobre Literatura Moderna y sobre Arte Antiguo. Madrid: Sáenz Hermanos, 1934.

- LESSING, Gotthold Ephraim. Laocoonte: o sobre los límites de la pintura y de la poesía; Cartas sobre la literatura moderna y sobre el arte antiguo. Buenos Aires: El Ateneo, 1946.

- LESSING, Gotthold Ephraim. Laocoonte. Buenos Aires: Argos, 1946.
- LESSING, Gotthold Ephraim. Laocoonte: Prima versione integra (introduzione e note a cura di Emma Sola). Firenze: Sansoni, 1954.

- LESSING, Gotthold Ephraim. Laocoonte (introducción de Justino Fernández). México: Universidad Nacional Autónoma de México, 1960.

- LESSING, Gotthold Ephraim. Laocoon: an essay on the limits of painting and poetry (translated by Edward Allen McCormick). Indianapolis: Bobbs-Merrill, 1962.

- LESSING, Gotthold Ephraim. Laocoonte: o sobre los límites en la pintura y poesía. Madrid: Rústica Editorial, 1977.

- LESSING, Gotthold Ephraim. Laocoonte: o sobre los límites de la poesía y la pintura (edición preparada por Eustaquio Barjau). Madrid: Editora Nacional, 1977. ISBN 84-276-0424-6.

- LESSING, Gotthold Ephraim. Laocoonte: o los límites en la pintura y la poesía. Madrid: ORBIS, 1984. ISBN 8475309348.
- LESSING, Gotthold Ephraim. Laocoonte o sobre los límites en la pintura y la poesía (introducción y traducción de Enrique Palau). Barcelona: Ediciones Orbis, S.A., 1985. ISBN 84-7530-934-8.
- LESSING, Gotthold Ephraim. Laocoonte (introducción y traducción de Eustaquio Barjau). Madrid: Tecnos, S.A., 1990. ISBN 84-309-1770-5.

- LESSING, Gotthold Ephraim. Laocoonte: ovvero sui limiti della pittura e della poesia. Roma: Biblioteca Universale Rizzoli, 1994.

- LESSING, Gotthold Ephraim. Laocoonte: o sobre los límites de la pintura y la poesía (traducción, prólogo y notas de Enrique Palau). Barcelona: Colección Biblioteca de Filosofía, 2002.

- LESSING, Gotthold Ephraim. Laocoonte: o sia dei limiti della pittura e della poesia. United States: BiblioLife, 2009. ISBN 9781103101788.

- LESSING, Gotthold Ephraim. Laocoonte. United States: Nabu Press, 2010. ISBN 9781148250144.

- LESSING, Gotthold Ephraim. Laocoonte: o sia dei limiti della pittura e della poesia (discorso 1833). United States: Kessinger Publishing, 2010. ISBN 9781160418072.

- LESSING, Gotthold Ephraim; BERGUA, Juan Bautista. Laocoonte: o sobre los límites de la pintura y de la poesía; Cartas sobre la literatura moderna. United States: La Crítica Literaria, 2012. ISBN 9788470839580.

- LESSING, Gotthold Ephraim. Laocoonte - Primary Source Edition. United States: Nabu Press, 2013. ISBN 9781293143476.

- LESSING, Gotthold Ephraim. Laocoonte (Italian Edition). Miami: Nabu Press, 2013. ISBN 9785876831088.

## Recepció
La publicació del llibre va ser acollida de manera positiva i va ser rebuda amb entusiasme entre els escriptors i els crítics més rellevants de la seva època. De fet, va ser un dels escrits que més influència va exercir en la generació dels escriptors alemanys més destacats del segle xviii i XIX com Herder, Goethe, Schiller, Grillparzer, Richter, Hoffmann i Novalis. Tot i així, en alguns àmbits va provocar una certa irritació deguda a les constants crítiques que Lessing va referir a Winckelmann. D'aquesta manera es va originar una discussió polèmica entre tots dos autors, que va causar la divisió de l'opinió pública i la formació de grups opositius en què cadascú defensava les hipòtesis dels autors mencionats. Això va suposar que fossin els representants més destacats de l'estètica alemanya moderna. D'altra banda, aquest llibre no sols va deixar una empremta dins de la història de l'estètica, sinó que també va alliberar la poesia de la pintura, pel ut pictura poesis, i va destapar la visió idealitzada de Winckelmann sobre Grècia.
Durant l'últim terç del segle xviii, totes les crítiques van indicar el caràcter compilatori i desordenat d'aquesta obra, com en el cas de Friedrich Schlegel, que afirmava que totes les obres de Lessing -sobretot Laocoont- eren com laberints, dels quals "es troba fàcilment l'entrada però molt difícilment se'n sap sortir". Entre les crítiques, destaca la presència del filòleg Christian Adolph Klotz, que va exposar en el seu llibre Ueber den Nutzen und Gebrauch der alten geschnittenen Steine (1768) els seus dubtes sobre les idees desenvolupades en l'assaig de Lessing. Un altre autor destacable és Johann Wolfgang von Goethe, que escrigué al vuitè llibre de la seva obra Aus meinem Leben: Dichtung und Wahrheit (Poesia i veritat, 1811-1833) la seva admiració al tractat de Lessing, anomenat com un raig de llum sobre el camp del pensament alemany, ja que refutava el principi (ut pictura poesis) de les dues arts, que són la plàstica i la retòrica, així constatant que són diferents però que parteixen d'una base similar. A més, exposa la diferència de les arts mencionades mitjançant l'exemple que explica que l'artista ha de mantenir-se als límits de la bellesa però que, en canvi, el poeta pot estendre's una mica més enllà.
Lessing va ser un polemista bastant destacat que habitualment acostumava a respondre les crítiques negatives sobre la seva obra amb extensos arguments, i es dirigia a qualsevol autor, fos estranger o compatriota, sense donar importància a la reputació. De fet, una de les crítiques que va realitzar contra els seus contemporanis deia: "Anomeneu Aristòtil quan no l'heu llegit o no l'heu comprès; el filòsof d'Estagira no ha dit mai el que preteneu fer-li dir […] Anomeneu bàrbar Shakespeare! Per què? Perquè creieu haver-lo igualat, què dic?, superat a Sòfocles. Error, error. Esteu tan lluny de Sòfocles com prop n'està Shakespeare".